# Tướng Quân Áo (đảo)
đảo Tướng Quân Áo (tiếng Trung: 將軍澳嶼; Hán-Việt: Tướng Quân Áo dữ; bính âm: Jiàngjūnào Yǔ), thời Thanh còn gọi là đảo Thương (倉島) là một đảo thuộc hương Vọng An, huyện Bành Hồ, Đài Loan. Đảo này nằm ở phía đông đảo Vọng An, là một trong sáu đảo có người ở của hương. Giữa hai đảo Tướng Quân Áo và Vọng An là eo biển Môn Tử rộng 330 m.
Vào cuối thời Minh, có hai vị tướng quân của lực lượng Trịnh Thành Công đóng trú trên đảo, tên đảo bắt nguồn từ đây, ở phía tây của đảo có miếu thờ tướng quân. 
Đảo có diện tích 1,5617 km2, lớn thứ hai trong hương. Dân số trên đảo đứng đầu hương Vọng An, các tòa nhà trong khu dân cư nằm san sát nhau, cùng với hoạt động kinh tế của cư dân ngày xưa thịnh vượng, do đó đảo còn được mệnh danh là "Tiểu Hồng Kông" và "Tiểu Cao Hùng" trong quá khứ. 

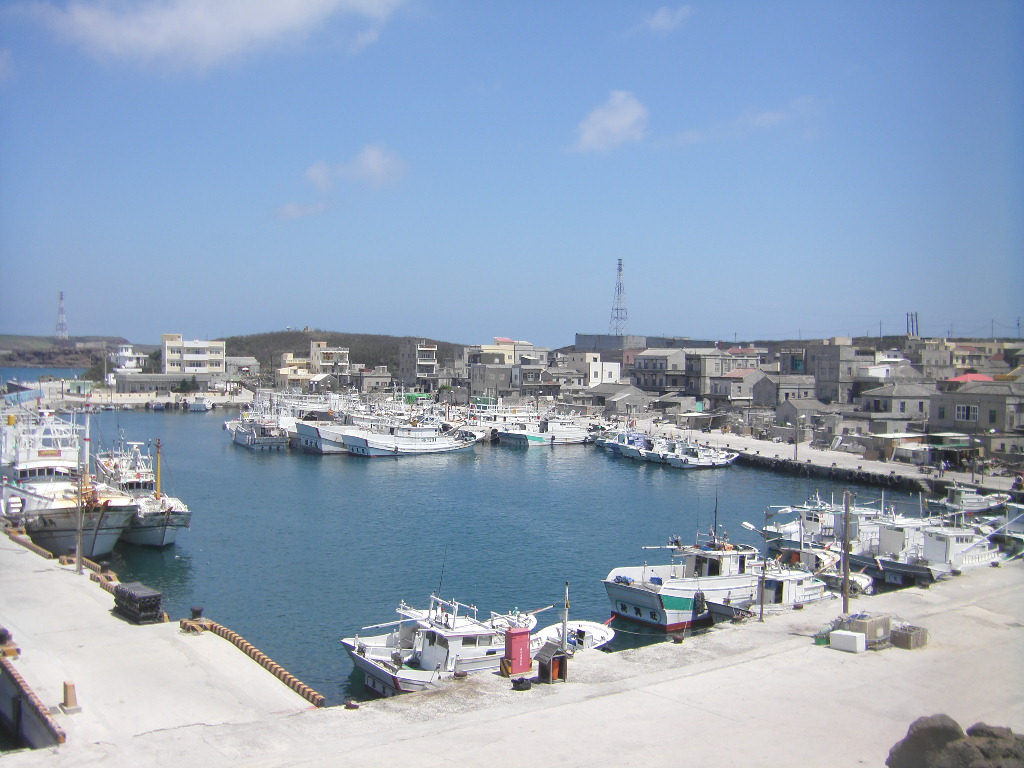
Cảng cá Tướng Quân Nam ở phía tây đảo Tướng Quân Áo.

Các sản phẩm đặc biệt của đảo là văn thạch và san hô, nhưng hiện đang bị cấm do khai thác quá mức. Đảo có hai trường học, trường trung học cơ sở Tướng Áo và trường tiểu học Tướng Quân.
Đảo Tướng Quân Áo không có sân bay nên phải đi thuyền đến đảo Vọng An rồi chuyển sang máy bay đến Cao Hùng. Có hai cảng ở đảo Tướng Quân Áo, lần lượt nằm ở phía tây và phía tây bắc của đảo. Theo số liệu của Cục Ngư nghiệp, đó là Cảng cá Tướng Quân Nam (cảng cá Tướng Quân) và Cảng cá Tướng Quân Bắc (cảng cá Hậu Cung).
Dự án cầu Vọng Tướng nối đảo chính của hương Vọng An và đảo Tướng Quân Áo, cầu chính dài 440 mét, tổng chiều dài gồm đường dẫn ở hai đầu là 1.753 mét. Tuy nhiên, do các yếu tố khó khăn nên khi dự án đạt 38% tiến độ, nhà thầu đã bỏ thầu và dừng thi công. Vào ngày 15 tháng 8 năm 2008, Bộ Giao thông Đài Loan đã ra quyết định đình chỉ công việc và đóng hồ sơ, và dự án đã bị hủy bỏ vào tháng 9. Đường tiếp cận ban đầu và các trụ cầu đã bị phá bỏ vào năm 2013.